# ナンタケット・ライトシップ・バスケット
ナンタケット・ライトシップ・バスケット (Nantucket Lightship Baskets ) は、19世紀にナンタケット島の灯台船で制作されていたものを起源とするバスケット。モールドと呼ばれる木型を用い、トウや木材でできた奇数のステイブ、木製のベース、釘を打ちケーンを巻き付けたリム、ウィーバーで制作される。伝統的にオーク、マツ、セイヨウトネリコが使用されてきたが、現代ではチェリー、メイプル、オーク、ウォルナット、エボニーなど多くのタイプが使用される。現代のライトシップ・バスケットでは1つの作品に複数のタイプの木材が使用されることもある。

## 歴史

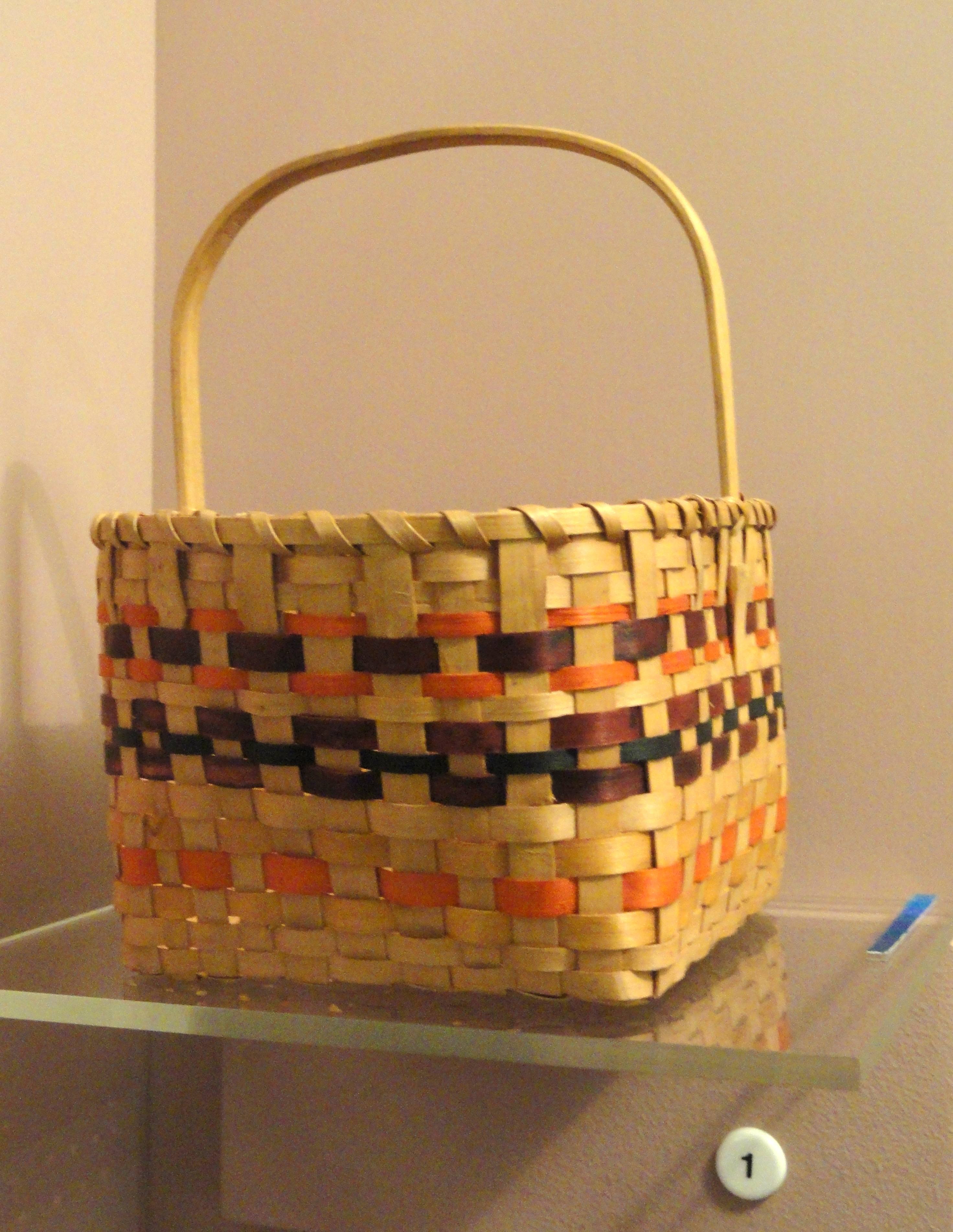
ネイティヴ・アメリカン・ワンパノアグ・バスケット(ハーバード大学ピーボディ博物館所蔵)

### 起源
ナンタケット島では先住民族ワンパノアグによりバスケットが制作されていた。ただしこれはへぎ板を使用したタイプであり、ナンタケット・ライトシップ・バスケットとはあまり類似性がないが、これらの初期のバスケットはナンタケット島やライトシップのバスケットに影響を与えたとされている。1800年代初頭、捕鯨船に乗ったナンタケット島の白人入植者によりバスケットが制作されるようになった。当時のバスケットはモールドを使用しないフリースタイルのバスケットであった。しかし木製のベースやトウのウィーバーを使用しており、現代のライトシップ・バスケットの原型を成している。また木製のベースおよびステイブを使用する形態は樽の構造から影響を受けていると考えられている。捕鯨船が南太平洋に航行した時にトウを入手し使用されるようにな った。
1800年代終盤、灯台船がナンタケットで停泊中に制作されたのが最初のライトシップ・バスケットとされる。1854年6月にナンタケットで最初の灯台船の停泊所ができ、6人で乗務していた。灯台船の乗務は30日間におよぶこともあり、乗務員は時間を持て余すこともあった。1860年代、実用的なライトシップ・バスケットが世に出始めた。チャールズ・レイ船長(1798年–1884年)により最初の蓋の付いたパーススタイルのバスケットが制作され、現代のバスケットの形に受け継がれた。ベース、リム、ステイブは陸で制作され、乗務員たちはこれらを船に持ち込み時間潰しとして編んでいた。当初モールドは船の古いマストを切って制作されていた。ナンタケット・ライトシップ・バスケット博物館によると、初期の制作者にはデイヴィス・ホール船長、アンドリュー・サンズバリー船長、ローランド・フォルガー、トーマス・W・バラレイ、ウィリアム・D・アップルトン、ジョージ・W・レイ、チャールズ・F・レイ、ジョー・フィッシャー、チャーリー・シルビア、SB・レ イモンド、アイザック・ハンブリンなどがいる。1900年に運営部から船上でのバスケット制作が禁じられ、以降船上でバスケットが制作されることはなくなったが、ナンタケット島では制作され続けた。1940年代、ホセ・フォーモソ・レイズはチャールズ・レイ船長の孫ミッチェル・レイの作品を見て、「フレンドシップ・バスケット」として最初のライトシップ・バスケット・パースを制作した。1940年代、チャールズ・セイルス・シニアは初めて蓋の装飾品として象牙でクジラを制作し、現在にも受け継がれている。

## 使途
当初、ナンタケット・ライトシップ・バスケットは野菜を入れたり、買い物かごや小物入れとして家庭で使用するためにデザインされた。灯台船の乗組員は島に残してきた妻や恋人にバスケットを作ることが多かったが、販売のために作ることもあった。販売額は小さいものの1.5ドルから、大きなものまたは精巧なものの50ドルが一般的であった。バスケットは島民向けに売られていたが、すぐに観光客に人気となった。1900年代、バスケットはハンドバッグとして使用されるようになった。現在のナンタケット・ライトシップ・バスケットは500ドルから何十万ドルにもおよぶこともある。質の低い模造品も安価で出回っている。ホセ・レイズが「フレンドシップ・バスケット」を考案してから、末永い友情のしるしとしてプレゼントとして贈られるようになった。その後ナンタケット高等学校では卒業する女子学生がライトシップ・バスケット・パースを贈られることが恒例となった。

## 種類

### ラウンド・バスケット
ライトシップ・バスケットで最も一般的な種類である。制作が最も容易であり、最初期からラウンドの様々なバリエーションが制作されている。最もサイズが豊富であり、蓋がないことも多い。

### オーバル・バスケット
ラウンド・バスケットが制作されるようになった直後、オーバル・バスケットが制作されるようになった。ラウンド・バスケットと比べると制作はやや難しい。「フレンドシップ・バスケット」として使用されることが多く、蓋があることが一般的である。サイズも形も豊富であるが、伝統的な「フレンドシップ・バスケット」は8インチである。

### スクエア・バスケット
スクエア・バスケットは制作が最も難しい形である。そのためラウンド・バスケットやオーバル・バスケットに比べてあまり一般的でない。蓋がないことが多いが、蓋があることもある。

### ネスティング・バスケット
ネスティング・バスケットは入れ子式となっているバスケットである。灯台船で制作されていた頃から作られている。直径は指ぬき程度の1/2インチ(13mm)から数フィートにも及ぶこともあるが、2インチ(5cm)から14インチ(35.5cm)のものが一般的である。

### ミニチュア・バスケット
工具の発展と共に近年発展してきたタイプである。様々な形があるがラウンドやオーバルが一般的である。スモール・バスケットとの差異として、2インチ(5cm)以下と定義されている。宇宙飛行士のダニエル・W・バーシュは国際宇宙ステーション滞在中、ネストのミニチュア・バスケットを編んでいた。チェーンを装着し、ネックレスとして使用されることが多い。

## マニュファクチュア
現在もマニー・ディアス、ティモシー・D・パーソンズなどナンタケット島に住む職人により制作されており、ライトシップ・バスケット博物館により地元の子供たちが制作を学ぶことができる。島内の様々な店舗でアンティークまたは近現代のバスケットを購入することができる。流れ作業の大量生産で、安い木材および象牙でなくプラスチックを使用した中国製の低品質の偽物が100ドル程度で売られている。

### パーツ
- モールド (木型であり、編んだ後に取り除かれる。)
- ベース (底の部分となる無垢材)
- ステイブ (縦の部分となる木またはトウ)
- ウィーバー (横の部分となる長く細いトウ)
- インナー・リム (口枠の内側となる木材)
- アウター・リム (口枠の外側となる木材)
- ケーン・フィラーまたはトップ・ケーン (口枠の縁となる細い籐)
- クロス・ラッシングまたはラッシング (リムを留める細い籐。通常ウィーバーと同じ太さのものを用いる。)
- エスカッチオン・ピン (リムを打ち付ける釘)
- ハンドルまたはベイル (木製の取っ手)
- ノブ (ハンドルの留め具。象牙で作られることが多い。)
- イヤー (ハンドルと籠を繋げる木材)
- プラグ (ベースをモールドに留める穴を埋める木材またはクジラの歯)

### 制作工程
側面に溝のある木製のベースを底とし、底面部分から編んでいく。ベースを磨いて滑らかにし、ネジと座金となるプラスチック製のワッシャーでモールドの上に取り付ける。トウまたは薄くカットされた木をステイブとし、先端を細くし水で湿らせベースの側面の溝に差し込む。ウィーバーで編み続けるためにはステイブは奇数でなければならず、もし偶数となった場合には1段編むごとにステイブを1本飛ばして編まねばならない。ステイブの太さはバスケットの大きさにより異なり、一般的に31本から51本使用される。ステイブはモールドにきっちり沿わせ、ゴムで留める。細く長いトウがウィーバーとして編まれる。
ウィーバーの編み始めはベースの溝に差し込み、ステイブの上下を交互に通して編んでいく。右利きであれば時計回りに、左利きであれば反時計回りに編んでいく。この段階では、編む際にゴムで留めてあるステイブを引っ張り出し、ウィーバーを通してまた戻す作業が困難となる。ウィーバーを湿らせて編む者も多い。ウィーバーが端に達した時は継いだ箇所が見えないように薄く削って重ね合わせる。バスケットの底のカーブを越えたらゴムを外すことができるため、編む速度を上げることができる。最後まで編み上がったらモールドから外す。
インナー・リムおよびアウター・リムを磨いて滑らかにする。インナー・リムをバスケットの内側に、アウター・リムを外側にフィットさせる。ステイブ3本置きにアウター・リムからエスカッチオン・ピンを打ってリムとステイブを留める。リム上部からはみ出たステイブをカットし、インナー・リムとアウター・リムの間にフィラーとしてトウを挟み、リムの周りにラッシングとしてトウを巻き付け固定する。一度巻き付けた後、戻るように巻き付けて交差させクロス・ラッシングとすることもできる。
ハンドルを装着する場合、リムに直接取り付けるか、編みこんだ木製のイヤーに取り付ける。ベースをモールドに固定するためのネジ用の穴は同種の木、または対比する木やクジラの骨などのプラグで塞がれる。